# Postweg (route)

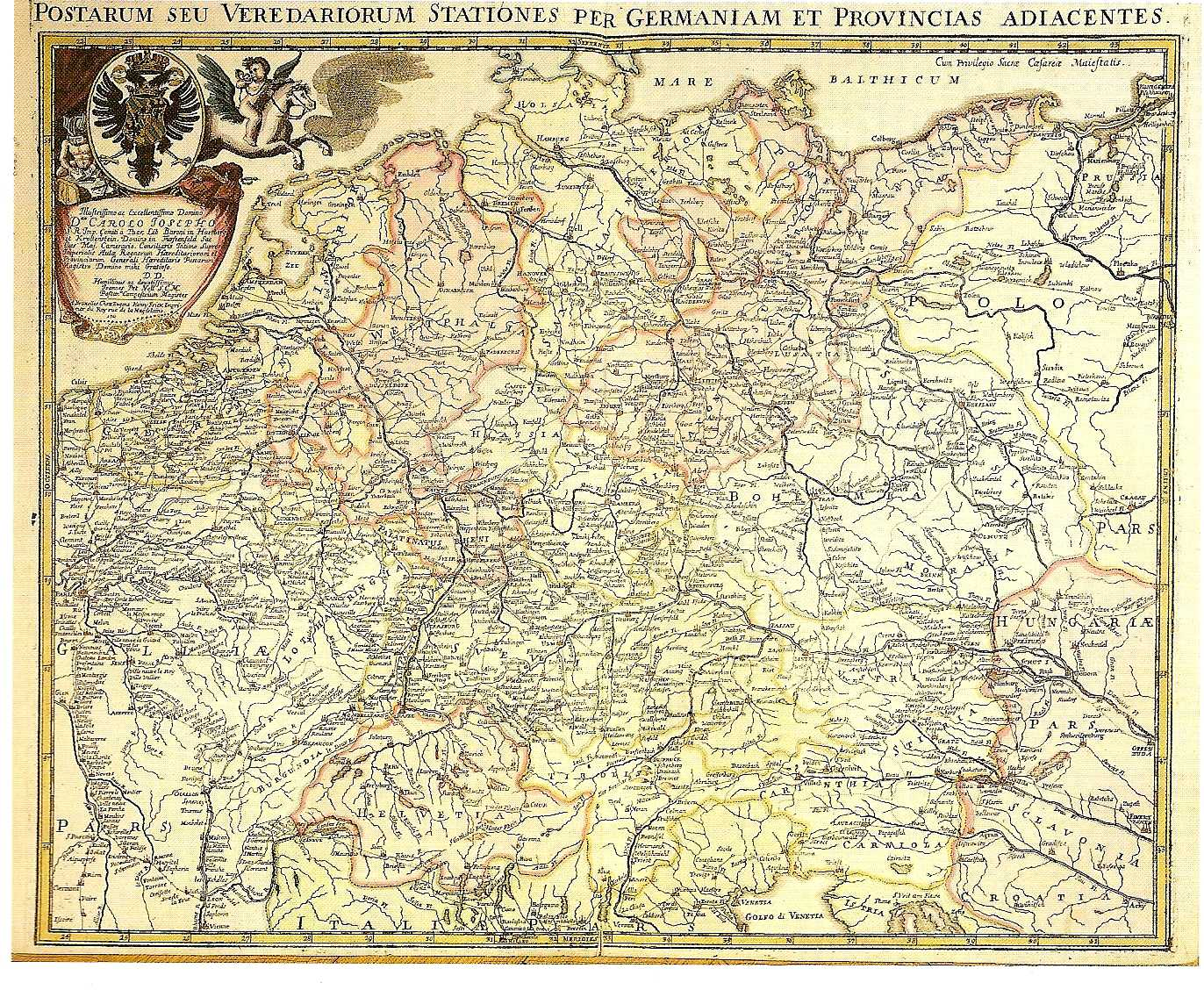
Routes van postwegen in Nederland en Duitsland rond 1711

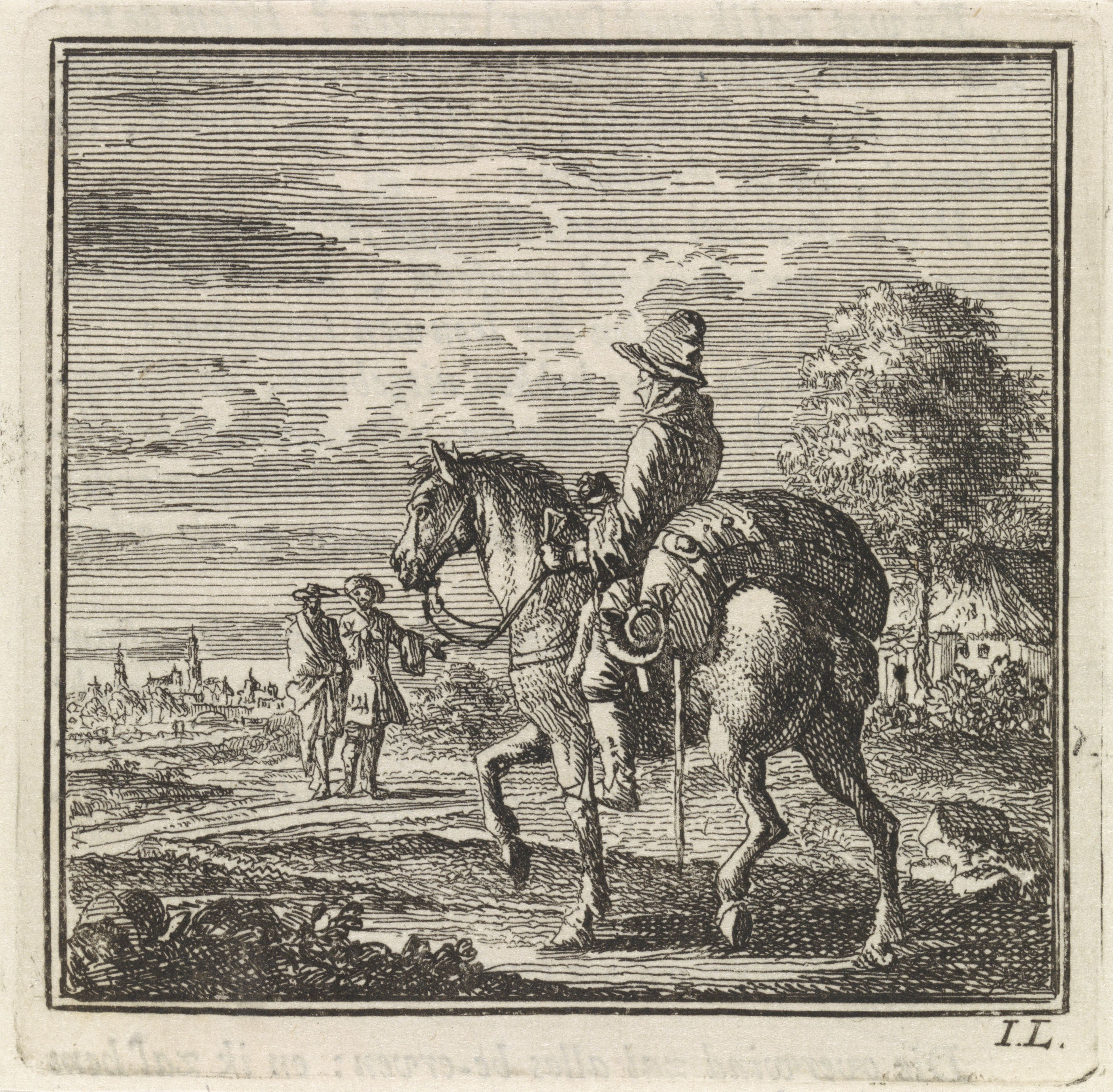
Postiljon te paard, 1711

Een postweg is een route die is aangelegd voor de postkoets. De weg kon ook door anderen worden gebruikt. Soms reden postkoeriers ook te paard, deze noemde men postiljons.

## Benaming
De straten in plaatsen, die op zo'n postweg lagen, heten vaak nog Postweg.
Bijvoorbeeld: de postweg van Rotterdam naar Antwerpen liep langs de volgende plaatsen:
- Rotterdam
- Heerjansdam
- Kuipersveer
- Puttershoek
- Strijensas
- Moerdijk
- Zevenbergen
- Rucphen
- Antwerpen

In 1810 werd een postroutekaart uitgegeven, waarop alle postwegen van, naar en binnen Nederland werden weergegeven. Een reproductie hiervan is verkrijgbaar bij het Kadaster (zie externe link).